# Trenes Argentinos Operaciones
Trenes Argentinos Operaciones (légalement Operadora Ferroviaria SE) est une société argentine créée en 2008 et chargée de fournir les services de transport ferroviaire qui lui sont confiés, tant pour le fret que pour les passagers, sous toutes ses formes, y compris l'entretien du matériel roulant. Elle fait partie de Trenes Argentinos (Holding) avec d'autres entreprises publiques du secteur ferroviaire. 

## Histoire
En août et septembre 2013, les contrats d'exploitation de l'UGOFE et de l'UGOMS sont transférés à la Sofse, qui a renégocié les contrats en février 2014,. Finalement, en 2013, la ligne Sarmiento est entièrement nationalisée,.
Le 2 mars 2015, le ministère de l'Intérieur et des Transports résilie les contrats des lignes métropolitaines Belgrano Sur, General Roca, Mitre et San Martín, qui sont toutes passées sous le contrôle d'Operadora Ferroviaria,,. 